# Associazione Calcio Reggiana 1983-1984
Questa voce raccoglie le informazioni riguardanti l'Associazione Calcio Reggiana nelle competizioni ufficiali della stagione 1983-1984.

## Stagione
Nella stagione 1983-1984 il direttore sportivo Moreno Roggi assume il nuovo allenatore Lauro Toneatto che si circonda di molti giocatori del girone C della serie C: Armando Rizzo, Guglielmo Bacci, Ernesto Truddaiu. Si aggiunge il vice-capocannoniere della B della stagione passata Costante Tivelli arrivato dalla Cavese.
Le cessioni, che fruttano parecchie risorse, sono quelle di Andrea Carnevale, ceduto con Antonino Imborgia al Cagliari, di Alberto Di Chiara al Lecce in cambio dell'attaccante Paolo Tusino, di Vito Graziani al Padova. Arrivano anche il terzino Silvio Cei dal Livorno e i giovani Massimo Gadda di scuola Milan, Luca Bartolini dalla Pistoiese e Roberto Bosco dalla Carrarese.
La società punta alla Serie B. Invece il campionato, aperto da un'insperata qualificazione in Coppa Italia (la Reggiana sarà poi eliminata dalla Roma negli ottavi di finale nei primi mesi del 1984), riserva delusioni e solo un nono posto per i granata, mentre il campionato è vinto da altre due emiliane che lasciano il purgatorio della Serie C1: il Parma ed il Bologna.

## Divise e sponsor
| Prima divisa | Seconda divisa |

## Rosa
| N. |                   | Ruolo | Calciatore             |
| -- | ----------------- | ----- | ---------------------- |
|    | Italia (bandiera) | D     | Guglielmo Bacci        |
|    | Italia (bandiera) | C     | Luca Bartolini         |
|    | Italia (bandiera) | C     | Pietro Biagini         |
|    | Italia (bandiera) | C     | Roberto Bosco          |
|    | Italia (bandiera) | D     | Roberto Catterina      |
|    | Italia (bandiera) | D     | Silvio Cei             |
|    | Italia (bandiera) | P     | Sergio Eberini         |
|    | Italia (bandiera) | C     | Giancarlo Fiordisaggio |
|    | Italia (bandiera) | C     | Massimo Gadda          |
|    | Italia (bandiera) | D     | Giovanni Invernizzi    |
|    | Italia (bandiera) | C     | Fabrizio Larini        |

| N. |                   | Ruolo | Calciatore             |
| -- | ----------------- | ----- | ---------------------- |
|    | Italia (bandiera) | P     | Giuseppe Lorenzotti    |
|    | Italia (bandiera) | A     | Paolo Montali          |
|    | Italia (bandiera) | D     | Marcello Montanari     |
|    | Italia (bandiera) | D     | Giuseppe Pallavicini   |
|    | Italia (bandiera) | C     | Pier Francesco Pivetti |
|    | Italia (bandiera) | A     | Stefano Paraluppi      |
|    | Italia (bandiera) | D     | Armando Rizzo          |
|    | Italia (bandiera) | C     | Luciano Sola           |
|    | Italia (bandiera) | A     | Costante Tivelli       |
|    | Italia (bandiera) | A     | Paolo Tusino           |
|    | Italia (bandiera) | C     | Ernesto Truddaiu       |

## Risultati

### Serie C1

#### Girone di andata
| Arbitro: | Laricchia (Bari) |

|            |           |            |
| Chiodi 61’ | Marcatori | 41’ Tusino |

| Arbitro: | Gava (Conegliano) |

|                    |           |           |
| Tivelli 65’ (rig.) | Marcatori | 70’ Bardi |

| Arbitro: | Greco (Lecce) |

|             |           |  |
| Tamalio 35’ | Marcatori |  |

| Arbitro: | Cassi (Pisa) |

|                      |           |                |
| Tusino 12’ Gadda 60’ | Marcatori | 53’ Gustinetti |

| Arbitro: | Marascia (Roma) |

|                    |           |  |
| F. Sala 54’ (aut.) | Marcatori |  |

| Arbitro: | Bruschini (Firenze) |

|            |           |  |
| Macina 62’ | Marcatori |  |

| Arbitro: | Perdonò (Foggia) |

|                                |           |               |
| Bartolini 12’ Gadda 92’ (rig.) | Marcatori | 77’ Lucchetti |

| Carrara 6 novembre 1983 8ª giornata | Carrarese         | 0 – 0 | Reggiana | Stadio dei Marmi\| Arbitro: \| Caprini (Perugia) \| |
| Arbitro:                            | Caprini (Perugia) |       |          |                                                     |

| Arbitro: | Frigerio (Milano) |

|            |           |  |
| Tusino 52’ | Marcatori |  |

| Arbitro: | Baldas (Trieste) |

|                       |           |                        |
| D'Agostino 36’ (rig.) | Marcatori | 69’ Tivelli 72’ Tusino |

| Arbitro: | D'Innocenzo (Roma) |

|                    |           |               |
| Tivelli 82’ (rig.) | Marcatori | 71’ Pasciullo |

| Parma 4 dicembre 1983 12ª giornata | Parma              | 0 – 0 | Reggiana | Stadio Ennio Tardini\| Arbitro: \| Gabbrielli (Prato) \| |
| Arbitro:                           | Gabbrielli (Prato) |       |          |                                                          |

| Brescia 11 dicembre 1983 13ª giornata | Brescia      | 0 – 0 | Reggiana | Stadio Mario Rigamonti\| Arbitro: \| Bin (Torino) \| |
| Arbitro:                              | Bin (Torino) |       |          |                                                      |

| Arbitro: | D'Innocenzo (Roma) |

|              |           |               |
| Truddaiu 60’ | Marcatori | 62’ Cinquetti |

| Arbitro: | Dall'Oca (Abbiategrasso) |

|                   |           |  |
| F. Bergamaschi 3’ | Marcatori |  |

| Arbitro: | Agnelli (Siena) |

|                        |           |            |
| Tusino 53’ Tivelli 91’ | Marcatori | 68’ Talevi |

| Lodi 22 gennaio 1984 17ª giornata | Fanfulla         | 0 – 0 | Reggiana | Stadio Dossenina\| Arbitro: \| Laricchia (Bari) \| |
| Arbitro:                          | Laricchia (Bari) |       |          |                                                    |

#### Girone di ritorno
| Arbitro: | Nicoletti (Agropoli) |

|                |           |                       |
| Bosco 11’, 46’ | Marcatori | 78’ Vitale 80’ Lucchi |

| Arbitro: | Basile (Siracusa) |

|           |           |  |
| Bardi 73’ | Marcatori |  |

| Arbitro: | Mele (Bergamo) |

|                              |           |              |
| Tivelli 23’ (rig.) Bosco 38’ | Marcatori | 77’ Labrocca |

| Arbitro: | Fabricatore (Roma) |

|  |           |                   |
|  | Marcatori | 57’ (aut.) Pighin |

| Sanremo 26 febbraio 1984 22ª giornata | Sanremese        | 0 – 0 | Reggiana | Stadio di Sanremo\| Arbitro: \| Ramacci (Latina) \| |
| Arbitro:                              | Ramacci (Latina) |       |          |                                                     |

| Arbitro: | Amendolia (Messina) |

|                          |           |                       |
| Foglietti 15’ Frutti 81’ | Marcatori | 89’ (aut.) Zerpelloni |

| Arbitro: | Cassi (Pisa) |

|                             |           |  |
| Fortunato 44’ Lucchetti 55’ | Marcatori |  |

| Arbitro: | Mele (Bergamo) |

|  |           |                             |
|  | Marcatori | 21’ Cacciatori 53’ Del Nero |

| Modena 1º aprile 1984 26ª giornata | Modena            | 0 – 0 | Reggiana | Stadio Alberto Braglia\| Arbitro: \| Caprini (Perugia) \| |
| Arbitro:                           | Caprini (Perugia) |       |          |                                                           |

| Arbitro: | Acri (Novi Ligure) |

|                                             |           |  |
| Tivelli 8’ Massimi 26’ (aut.) Paraluppi 33’ | Marcatori |  |

| Arbitro: | Greco (Lecce) |

|                                               |           |               |
| Rondon 19’ Grop 39’ Bigon 42’, 88’ Manzin 55’ | Marcatori | 89’ Paraluppi |

| Arbitro: | Frigerio (Milano) |

|               |           |            |
| Paraluppi 11’ | Marcatori | 8’ Barbuti |

| Reggio Emilia 6 maggio 1984 30ª giornata | Reggiana          | 0 – 0 | Brescia | Stadio Mirabello\| Arbitro: \| Caprini (Perugia) \| |
| Arbitro:                                 | Caprini (Perugia) |       |         |                                                     |

| Arbitro: | Dal Forno (Ivrea) |

|               |           |           |
| Cinquetti 40’ | Marcatori | 27’ Bosco |

| Arbitro: | Di Gennaro (Ercolano) |

|                               |           |                             |
| Tivelli 30’ (rig.) Tusino 75’ | Marcatori | 63’ Cambiaghi 86’ Tirapelle |

| Arbitro: | Catania (Roma) |

|              |           |  |
| Messersì 13’ | Marcatori |  |

| Arbitro: | Della Rovere (Torino) |

|                 |           |             |
| Fiordisaggio 8’ | Marcatori | 59’ Sannino |

### Coppa Italia

#### Primo turno
| Arbitro: | Angelelli (Terni) |

|             |           |                  |
| Mastalli 8’ | Marcatori | 40’ (rig.) Gadda |

| Reggio Emilia 24 agosto 1983 2ª giornata | Reggiana           | 0 – 0 | Verona | Stadio Mirabello\| Arbitro: \| Lombardo (Marsala) \| |
| Arbitro:                                 | Lombardo (Marsala) |       |        |                                                      |

| Cagliari 28 agosto 1983 3ª giornata | Cagliari      | 0 – 0 | Reggiana | Stadio Sant'Elia\| Arbitro: \| Redini (Pisa) \| |
| Arbitro:                            | Redini (Pisa) |       |          |                                                 |

| Reggio Emilia 31 agosto 1983 4ª giornata | Reggiana       | 0 – 0 | Campobasso | Stadio Mirabello\| Arbitro: \| Luci (Firenze) \| |
| Arbitro:                                 | Luci (Firenze) |       |            |                                                  |

| Arbitro: | Leni (Perugia) |

|                      |           |          |
| Bosco 18’ Tusino 33’ | Marcatori | 8’ Taffi |

#### Fase finale
| Arbitro: | Lombardo (Marsala) |

|                                 |           |  |
| F. Vincenzi 45’ F. Graziani 82’ | Marcatori |  |

| Arbitro: | Esposito (Torre del Greco) |

|  |           |                    |
|  | Marcatori | 37’ Toninho Cerezo |